# 大久保尚子
大久保 尚子（おおくぼ なおこ、1970年7月4日 - ）は、日本のフリーアナウンサー。

## 来歴
青森県出身。宮城学院女子大学学芸学部英文学科卒業。元々は高校の英語教師を志望していたが、大学時代にラジオ局でアルバイトしたことをきっかけにアナウンサーを志す。
大学を卒業後、エフエム青森 (AFB) に入社。同局を退社後、G/i/P所属のフリーアナウンサーとなり、大学時代の4年間を過ごした宮城県へ活動拠点を移した。2003年4月から2006年2月まで福島放送 (KFB) の契約アナウンサーを務めた後、2006年3月から再びフリーとなる。

## 担当番組

### 宮城県での活動当時
- 夕やけTV編集局（仙台放送）
- シースルーナイト（東日本放送）
- Delightful Time! （Date fm）
- NOON! （Date fm）
- Sam Goody Goody-gut it! （Date fm）
- Wonder J （Date fm）[1]
- 夕方ワイドあなたにCue! （東日本放送） - 「生ピタ買い物ゲッター」担当[4]

### 福島放送時代
- ふくしまスーパーJチャンネル - キャスター[5]
- KFBマンモスフリーマーケット - 福島放送との契約終了後にも引き続き担当。

## 備考
福島放送時代、2005年1月9日に同局でも放送された『パネルクイズ アタック25』（朝日放送）の「新春恒例！系列局女子アナ大会」に笠置わか菜とのペアで出場し、優勝を果たした。
出身校である宮城学院女子大学には同姓同名の女性教授がいるが、本稿で取り上げている大久保とは活動内容も経歴もまったく異なる別人である。